# Kyle Bartley
Kyle Louis Bartley (ur. 22 maja 1991 w Manchesterze) to angielski piłkarz występujący na pozycji obrońcy w walijskim klubie Swansea City. Były młodzieżowy reprezentant Anglii.

## Kariera klubowa

### Początki
Bartley rozpoczął swoją karierę w Boltonie Wanderers, jednakże 31 lipca 2007 roku przeszedł do Arsenalu. Bartley był kapitanem drużyny rezerw i wraz z nią w 2009 roku zdobył FA Youth Cup.

### Sezon 2009/10
9 grudnia 2009 roku Bartley zadebiutował w barwach Arsenalu w oficjalnym spotkaniu. Stało się to podczas meczu z greckim Olympiakosem rozegranym w ramach Ligi Mistrzów. W lutym 2010 roku Bartley został wysłany na trzymiesięczne wypożyczenie do Sheffield United. W okresie wypożyczenia występował regularnie i powrócił do Arsenalu z ogólnym bilansem 14 spotkań.

### Sezon 2010/11
W przeddzień kolejnego sezonu Bartley został ponownie wypożyczony do Sheffield United, tym razem na cały sezon. Pod koniec września Bartley doznał złamania kości policzkowej w starciu z napastnikiem Nottingham Forest Dele Adebolą. Po miesięcznej absencji powrócił do składu i regularnie w nim występował aż do styczniowego okienka transferowego, gdy jego klub kupił Neilla Collinsa. W związku z tym Bartley zdecydował się opuścić Bramall Lane, gdyż bał się utraty miejsca w podstawowej jedenastce. Jego wniosek o skrócenie wypożyczenia został ostatecznie przyjęty i ostatniego dnia zimowego okienka transferowego Bartley został wypożyczony ponownie, tym razem do szkockiego Rangers, wcześniej jednak zdążył rozegrać 23 spotkania w barwach Sheffield.. 6 marca 2011 roku Bartley zdobył swojego pierwszego gola w serniorskim futbolu. Stało się to w wygranym 1:0 ligowym spotkaniu z St. Mirren. Bartley powrócił do Arsenalu pod koniec marca, gdy doznał kontuzji więzadeł stawu kolanowego, która wyłączyła go z gry do końca sezonu.

## Kariera reprezentacyjna
Bartley ma za sobą występy w młodzieżowych reprezentacjach Anglii do lat 16 i do lat 17.

## Statystyki kariery
aktualne na dzień 26 kwietnia 2018
| Klub                    | Sezon              | Liga                    | Liga  | Liga   | Puchar kraju | Puchar kraju | Puchar ligi | Puchar ligi | Europa | Europa | Suma  | Suma   |
| Klub                    | Sezon              | Liga                    | Mecze | Bramki | Mecze        | Bramki       | Mecze       | Bramki      | Mecze  | Bramki | Mecze | Bramki |
| ----------------------- | ------------------ | ----------------------- | ----- | ------ | ------------ | ------------ | ----------- | ----------- | ------ | ------ | ----- | ------ |
| Arsenal                 | 2009/10            | Premier League          | 0     | 0      | 0            | 0            | 0           | 0           | 1      | 0      | 1     | 0      |
| Sheffield United (wyp.) | 2009/10            | Championship            | 14    | 0      | 0            | 0            | 0           | 0           | –      | –      | 14    | 0      |
| Sheffield United (wyp.) | 2010/11            | Championship            | 21    | 0      | 1            | 0            | 1           | 0           | –      | –      | 23    | 0      |
| Rangers (wyp.)          | 2010/11            | Scottish Premier League | 5     | 1      | 1            | 0            | 0           | 0           | 3      | 0      | 9     | 1      |
| Rangers (wyp.)          | 2011/12            | Scottish Premier League | 19    | 0      | 2            | 0            | 0           | 0           | 0      | 0      | 21    | 0      |
| Swansea City            | 2012/13            | Premier League          | 2     | 0      | 2            | 0            | 1           | 0           | –      | –      | 5     | 0      |
| Swansea City            | 2013/14            | Premier League          | 1     | 0      | 1            | 0            | 0           | 0           | –      | –      | 2     | 0      |
| Birmingham City (wyp.)  | 2013/14            | Championship            | 17    | 3      | 0            | 0            | 2           | 2           | –      | –      | 19    | 5      |
| Swansea City            | 2014/15            | Premier League          | 7     | 0      | 2            | 0            | 1           | 0           | –      | –      | 10    | 0      |
| Swansea City            | 2015/16            | Premier League          | 5     | 0      | 0            | 0            | 2           | 0           | –      | –      | 7     | 0      |
| Birmingham City (wyp.)  | 2016/17            | Championship            | 45    | 6      | 1            | 0            | 4           | 0           | –      | –      | 50    | 6      |
| Swansea City            | 2017/18            | Premier League          | 5     | 0      | 6            | 0            | 1           | 0           | –      | –      | 12    | 0      |
| Ogólnie w karierze      | Ogólnie w karierze | Ogólnie w karierze      | 141   | 11     | 16           | 0            | 12          | 2           | 4      | 0      | 181   | 13     |

## Sukcesy

### Arsenal
- Premier Academy League: 2008/09
- FA Youth Cup: 2008/09

### Rangers
- Mistrzostwo Szkocji: 2010/11